# Gai daan jai
Le jī dàn zaǐ, ou beignet aux œufs, également connu en Europe sous le nom de waffle bubble, et aux États-Unis sous le nom de eggette, est un type de crêpe ou de gaufre sphérique ou à bulles, populaire dans les cuisines de Hong Kong et Macao.

## Description
Il est composé d'œuf, de sucre, de farine et de lait Ils sont de préférence servis chauds, et sont souvent consommés seuls. Ils peuvent également être servis avec des fruits.
Le gai daan jai est l'un des snacks de rue les plus populaires de Hong Kong, apparaissant en tête de différents classements. Ils sont populaires depuis leur apparition dans les années 1950, lorsqu'ils étaient cuisinés sur du charbon de bois et vendus sur des étals de rue,.
Ils sont fabriqués à partir d'une pâte sucrée qui est cuite sur une plaque chauffée spéciale avec de petits trous sphériques (semblable aux æbleskiver mais plus petits et plus ronds) qui est placée au-dessus d'un feu de charbon de bois ou, plus communément, au-dessus d'une cuisinière électrique, et qui donne lieu à leur caractéristique la plus importante : les bulles. La pâte est versée sur la grille spéciale et chauffée, formant ainsi les bonbons. En plus de la saveur normale de l'œuf, il existe d'autres saveurs comme le chocolat, le thé vert, le gingembre, etc. La plupart de ces sucreries sont des pains industriels, bien que certaines soient faites avec une pâte à levure ou aliments fermentés.